# Хајначка
Хајначка (слч. Hajnáčka) насељено је мјесто са административним статусом сеоске општине (слч. obec) у округу Римавска Собота, у Банскобистричком крају, Словачка Република.

## Становништво
| Година:    | 1994. | 2004.   | 2014.   | 2024.   |
| ---------- | ----- | ------- | ------- | ------- |
| Број људи: | 1183  | 1197    | 1174    | 1168    |
| Разлика:   |       | +1,18 % | -1,92 % | -0,51 % |

| Година:    | 2023. | 2024.   |
| ---------- | ----- | ------- |
| Број људи: | 1165  | 1168    |
| Разлика:   |       | +0,25 % |

Према подацима о броју становника из 2011. године насеље је имало 1.196 становника.